# Адольф VIII (граф Гольштейна)
Адольф VIII Шауэнбургский (нем. Adolf von Schauenburg; 1401[…], Итцехо, Шлезвиг-Гольштейн — 4 декабря 1459, Бад-Зегеберг, Шлезвиг-Гольштейн) — граф Шауэнбург-Гольштейна с 1427 года (под именем Адольфа VIII) и герцог Шлезвига с 1440 года (под именем Адольфа I). Самый могущественный вассал датского королевства.

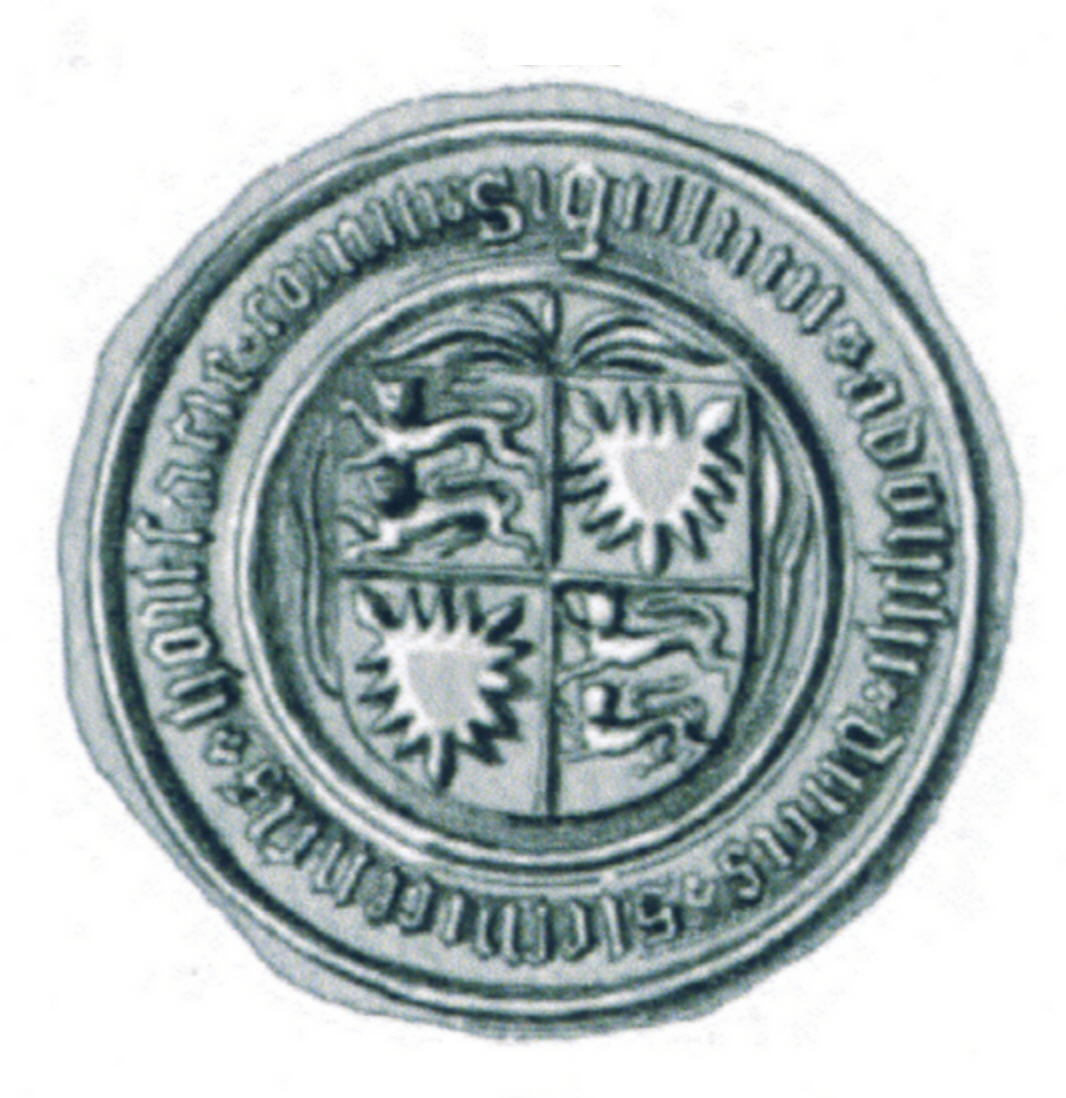
Печать Адольфа VIII Шауэнбургского.

## Биография
Сын графа Гольштейн-Рендсбурга Герхарда VI и Катерины Елизаветы фон Брауншвейг-Люнебург. Адольфу было всего три года, когда его отец был убит в бою против Дитмаршена в битве при Хамме под Хайде (сегодня Шлезвиг-Гольштейн) 4 августа 1404 года. Адольф получил образование при дворе курфюрста Бранденбурга Фридриха I в замке Гогенцоллерн.
Отцу наследовал его старший брат Генрих IV. Став герцогом Шлезвига ещё ребёнком, он находился под регентством датской короны до 1414 года. Однако когда корона отвергла претензии Генриха на наследство, он, его мать и братья стали отстаивать свои права. Во время датско-гольштейнско-ганзейской войны Генрих был убит в бою под Фленсбургом 28 мая 1427 года.
Адольф и его младший брат Герхард VII вместе унаследовали графство Гольштейн-Рендсбург и продолжили борьбу за герцогство Шлезвиг. Герхард умер в 1433 году в Эммерих-ам-Райне. В июле 1435 года в замке Вордингборг Адольф и датский король Эрик Померанский заключили второй Вордингборгский договор, который подтвердил права Адольфа на герцогство Шлезвиг. В 1439 году новый датский король Кристофер III купил верность Адольфа, предоставив ему герцогство Шлезвиг в качестве наследственного датского феода. Земли Адольфа были расположены по обе стороны границы между Данией и Священной Римской империей.
Правящая ветвь датского королевского дома вымерла в 1448 году после смерти Кристофера III. Адольф был потомком короля Дании Эрика V, чья мать, вдовствующая королева Маргарита Померанская, получила папское подтверждение права наследования престола Дании по женской линии от Кристофера I. Адольф был также потомком короля Дании Абеля по линии его дочери Софии; Кристофер III был последним потомком сыновей Абеля. Риксрод предложил трон Адольфу, который как герцог Шлезвига был вассалом с самыми большими владениями в королевстве Дании. Адольф, к тому времени старый и бездетный, отказался и поддержал кандидатуру своего племянника графа Ольденбургского, который стал королём Кристианом I.
5 марта 1435 года Адольф женился на Маргарите Хонштайнской из немецкого дворянского рода Хонштайнов. У них был один сын, который умер в детстве. В 1459 году Адольф умер, не оставив наследников. Его сёстрами была покойная Хелвига (супруга на Дитриха, графа Ольденбурга) и пожилой Ингеборга (аббатиса Вадстены). У его брата Герхарда были близнецы: сын Генрих утонул ещё молодым, а дочь Катерина стала монахиней в монастыре Преца. Было несколько претендентов на Гольштейн-Рендсбург и Шлезвиг, поскольку род Шауэнбургов по мужской линии всё ещё правил в графстве Гольштейн-Пиннеберг, а у нескольких вымерших ветвей семьи из различных частей Гольштейна, оставались потомки по женской линии и их наследники. Ветвь Адольфа не была старшей.
Представители Шлезвига и Гольштейна (дворянство и делегаты от сословий) собрались в Рибе, где 5 марта 1460 года передали права на Гольштейн-Рендсбург и Шлезвиг королю Дании Кристиану I, старшему племяннику покойного герцога.